# Arvid Posse
Arvid Rutger Fredriksson Posse (15 de Fevereiro de 1820 — 24 de Abril de 1901) foi um político da Suécia. Ocupou o lugar de primeiro-ministro da Suécia de 19 de Abril de 1880 a 13 de Junho de 1883.